# Distrito de San Andrés de Cutervo
El distrito de San Andrés de Cutervo es uno de los quince distritos administrativos de la Provincia de Cutervo, ubicada en el Departamento de Cajamarca, bajo la administración del Gobierno regional de Cajamarca, en el Perú.  
Desde el punto de vista jerárquico de la Iglesia católica forma parte de la Prelatura de Chota, sufragánea de la Arquidiócesis de Piura.

## Historia
El distrito de San Andrés de Cutervo fue creado mediante Ley N° 13702, del 6 de octubre de 1961, en el segundo gobierno del Presidente Manuel Prado Ugarteche.

## Geografía
Tiene una superficie de 422,27 km²
Su capital el poblado de San Andrés de Cutervo ubicado a 2 058 m s. n. m.

## Población
Según censo de población del 2007 el distrito cuenta con una población de 5 323 habitantes.

## Autoridades

### Municipales
- 2011 - 2014[3]
  - Alcalde: Alejandro Pérez Cardozo.
- 2007 - 2010
  - Alcalde: Alejandro Pérez Cardozo.
- 2015-2018: 
  - Alcalde: Walter Vásquez Coronel
- * 2019-2022: 
  - Alcalde: Carloman Cubas Vasquez
- * 2023-2026: 
  - Alcalde: José Antonio Cubas Vasquez

### Policiales
- Comisario:    PNP

### Religiosas
- Prelatura de Chota[4]
  - Obispo Prelado: Mons. Fortunato Pablo Urcey, OAR San Andrés de Cutervo pertenece a la parroquia "San Lorenzo" con sede en el distrito de Sócota. Su párroco es P. Neire Rafael Pérez.

## Atractivos turísticos
- Parque Nacional Cutervo, alberga y protege a especies de fauna silvestre en extinción. como el jaguar, tigrillo y oso de anteojos.

- Cueva de los Guácharos de San Andrés fue descubiertas por Dr Salomón Vílchez Murga en 1947. Es un sistema fósil y está formada por una galería de unos 200 m de entrada. El bagre de las cavernas (Astroblepus rosei), una extraña especie de pez que habita en cavernas subterráneas.